# Ethegotherium carettei
Ethegotherium  carettei è un mammifero notoungulato estinto, appartenente ai tipoteri. Visse nel Miocene inferiore/medio (circa 18 - 14 milioni di anni fa) e i suoi resti fossili sono stati ritrovati in Sudamerica.

## Descrizione
Questo animale era di piccole dimensioni e non doveva superare la taglia di un coniglio attuale (Oryctolagus cuniculus). Ethegotherium è noto solo per un cranio e una mandibola, ed è quindi difficile ricostruirne l'aspetto; dal raffronto con animali simili, si può supporre che fosse un piccolo notoungulato dalla coda corta e dalle lunghe zampe posteriori. Era piuttosto simile a Prohegetotherium, di poco più antico, ma se ne differenziava per alcune caratteristiche, tra cui le minori dimensioni. 
Gli incisivi e i canini erano diretti in avanti, dando origine a una sorta di "falso diastema" tra questi e i primi premolari, diretti all'indietro. Il canino superiore possedeva una corona arcuata, mentre i denti giugali superiori, dalla corona alta, erano leggermente embricati, senza sviluppo delle aree parastilari e con smalto discontinuo. A differenza di Prohegetotherium, il primo premolare superiore era privo di solco labiale e di parastilo, mentre il secondo premolare era dotato di un solco linguale profondo e il terzo premolare era molto grande. Nei molari inferiori, il trigonide era arrotondato e non cordiforme come invece avveniva in Prohegetotherium.

## Classificazione
Ethegotherium è un rappresentante degli egetoteriidi, un gruppo di notoungulati di piccole dimensioni e di aspetto simile a quello dei lagomorfi; in particolare, le caratteristiche dentarie di questo animale indicano che doveva essere imparentato con Prohegetotherium e Hegetotherium, nell'ambito della sottofamiglia Hegetotheriinae. 
L'olotipo di Ethegotherium carettei venne ritrovato nella provincia di Mendoza in Argentina e venne descritto inizialmente nel 1947 da Minoprio, che lo attribuì inizialmente al genere Prohegetotherium (P. carettei) e alla formazione Divisadero Largo, risalente all'Oligocene inferiore. Solo successivamente uno studio di George Gaylord Simpson, Bryan Patterson e dello stesso Minoprio mise in luce sufficienti caratteristiche distintive per permettere l'istituzione di un nuovo genere, Ethegotherium, ovvero l'anagramma di Hegetotherium. Ricerche più recenti hanno tuttavia messo in dubbio questa attribuzione generica (Reguero e Cerdeno, 2005); ulteriori analisi della matrice rocciosa hanno indicato che l'olotipo non proviene dalla formazione Divisadero Largo, ma alla miocenica formazione Mariño (Lopez e Manassero, 2008).